# Перистедиевые
Перистедиевые (лат. Peristediidae) — семейство морских лучепёрых рыб из отряда скорпенообразных. Встречаются в глубоководных районах тропических зон всех океанов. Перистедиевые родственны тригловым (Triglidae), и раньше роды перистедиевых относили к семейству тригловых, но, в отличие от последних, тела перистедиевых покрыты толстыми пластинами с выступающими шипами. У них на «подбородке» растут чувствительные усики.

## Классификация
В семейство включают 6 родов:
- Gargariscus H. M. Smith, 1917 — Гаргарискусы
- Heminodus H. M. Smith, 1917 — Гемидоны
- Paraheminodus
- Peristedion Lacépède, 1801 — Панцирные триглы, или маларматы
- Satyrichthys Kaup, 1873 — Пацирные триглы-сатиры
- Scalicus